# 小乌鲨
小乌鲨（学名：Etmopterus pusillus），又名光鱗烏鯊、布希勒燈籠棘鮫，为角鲨科乌鲨属的鱼类。分布于大西洋东部及南部、西印度洋的南非沿岸、西太平洋的日本本州以南以及台湾南部之东港沿海及东北部苏澳沿海等。该物种的模式产地在东大西洋马德拉群岛。